# 23 (canção)
"23" é uma canção do produtor musical estadunidense Mike Will Made It, contida em seu álbum de estreia Est. in 1989, Pt. 3 (2013). Conta com a participação dos artistas musicais compatriotas Miley Cyrus, Wiz Khalifa e Juicy J. A faixa foi lançada como o primeiro single do disco em 10 de setembro de 2013, através da Interscope Records.

## Faixas e formatos
| Download digital |                                      |         |  |
| N.º              | Título                               | Duração |  |
| 1.               | "23" (versão explícita ou censurada) | 4:12    |  |

## Desempenho nas tabelas musicais

### Posições
| Tabela musical (2013)                                         | Melhor posição |
| ------------------------------------------------------------- | -------------- |
| Austrália (ARIA Charts)                                       | 39             |
| Bélgica (Ultratop 50 de Flandres)                             | 27             |
| Bélgica (Ultratip da Valônia)                                 | 1              |
| Canadá (Canadian Hot 100)                                     | 26             |
| Espanha (Productores de Música de España)                     | 44             |
| Estados Unidos (Billboard Hot 100)                            | 11             |
| Estados Unidos (Hot R&B/Hip-Hop Songs)                        | 4              |
| França (Syndicat National de l'Édition Phonographique)        | 78             |
| Nova Zelândia (Recording Industry Association of New Zealand) | 22             |
| Reino Unido (UK Singles Chart)                                | 85             |
| Reino Unido (UK R&B Chart)                                    | 19             |

## Histórico de lançamento
| País           | Data                   | Formato          | Gravadora  |
| -------------- | ---------------------- | ---------------- | ---------- |
| Canadá         | 10 de setembro de 2013 | Download digital | Interscope |
| Estados Unidos | 10 de setembro de 2013 | Download digital | Interscope |
| México         | 10 de setembro de 2013 | Download digital | Interscope |
| Alemanha       | 13 de setembro de 2013 | Download digital | Interscope |
| Austrália      | 13 de setembro de 2013 | Download digital | Interscope |
| Áustria        | 13 de setembro de 2013 | Download digital | Interscope |
| Brasil         | 13 de setembro de 2013 | Download digital | Interscope |
| Espanha        | 13 de setembro de 2013 | Download digital | Interscope |
| França         | 13 de setembro de 2013 | Download digital | Interscope |
| Itália         | 13 de setembro de 2013 | Download digital | Interscope |
| Japão          | 13 de setembro de 2013 | Download digital | Interscope |
| Nova Zelândia  | 13 de setembro de 2013 | Download digital | Interscope |
| Países Baixos  | 13 de setembro de 2013 | Download digital | Interscope |
| Reino Unido    | 13 de setembro de 2013 | Download digital | Interscope |
| Suíça          | 13 de setembro de 2013 | Download digital | Interscope |
| Estados Unidos | 17 de setembro de 2013 | Rádio rhythmic   | Interscope |